# Agapanthia violacea
Agapanthia violacea је врста инсекта из реда тврдокрилаца (Coleoptera) и породице стрижибуба (Cerambycidae). Сврстана је у потпородицу Lamiinae.

## Распрострањеност и станиште
Врста је распрострањена на подручју централне и јужне Европе, Кавказа, Сибира и Мале Азије. Честа и широко распрострањена врста на подручју Србије, среће се од низија до високих планина у Србији. Најчешће се налази на зељастим биљкама на засенченим шумским чистинама. 

## Опис
Тело је са дубоким, металним, љубичастомодрим, модрим или зеленкастим сјајем. Могуће је да глава, пронотум и прва трећина покрилаца буду црни. Чело је често беличасто томентирано. Пронотум је скоро квадратан, нешто иза средине проширен са многобројним усправљеним длакама. Могуће су три мање-више изразито беличасте томентиране пруге (средња и две са стране). Скутелум је густо, беличасто томентиран. Дужина тела од 7 до 13 mm.

## Биологија
Животни циклус траје годину дана, ларве се развијају у стабљикама а адулти се налазе на листовима и стабљикама биљке домаћина. Одрасле јединке се срећу од априла до августа. Као домаћини јављају се разне зељасте биљке (Medicago, Scabiosa, Onobrychis, Echium, Salvia, итд.).

## Галерија
- одрасла јединка
- лево женка, десно мужјак
- одрасла јединка
- одрасла јединка

## Синоними
- Saperda violacea Fabricius, 1775
- Saperda caerulea Schönherr, 1817
- Agapanthia coerulea (Schönherr, 1817)
- Agapanthia micans (Panzer)